# Кривбасруда
«Кривбасруда» — виробниче об'єднання з видобутку залізної руди Криворізького залізорудного басейну підземним способом. Створене 1973 року.
Характеристика станом на кінець XX ст.:
- Шахта «Тернівська». Проектна потужність шахти 2000 тис.тонн багатої руди. Очисні роботи ведуться на горизонті 1200 м і вище. Середній вміст заліза в рудниковому масиві на робочих горизонтах становить 55,77 %. В 1997 році видобуто 1,7 млн тонн руди з вмістом заліза 53,89 %.
- Шахта «Гвардійська». Проектна потужність шахти 2000 тис.тонн багатої руди. В експлуатацію здані гор. 1110 і 1190 м. Вміст заліза в рудниковому масиві на робочих горизонтах 59,6 %. В 1997 році на шахті видобуто 1377 тис.тонн руди з вмістом заліза 55,04 %.
- Шахта «Жовтнева». Проектна потужність шахти 1,7 млн тонн багатої руди. В 1997 році видобуто-1411 тис.тонн руди з вмістом заліза 58,43 %. Вміст заліза в рудниковому масиві на робочих горизонтах 1115 м і вище — 60,10 %.
- Шахта «Родіна». Проектна потужність шахти 2,6 млн тонн багатої руди забезпечується введенням горизонтів 1240—1315 м. Вміст заліза в рудниковому масиві на робочих горизонтах 1165 м і 1240м— 58,6 %. В 1997 році на шахті видобуто 811 тис. тонн руди з вмістом заліза 54,31 %.

## Інші власники шахт Кривбасу
Всі інші шахти належать різним власникам і не входять до складу об'єднання:
- Шахта імені Орджонікідзе — єдина шахта в Криворізькому басейні, на якій видобувають бідні магнетитові кварцити, які направляються на збагачення на Центральний гірничо-збагачувальний комбінат. Проектна потужність шахти 1500 тис.тонн. Очисні роботи ведуться на гор. 447 м. В 1997 році на шахті видобуто 1363 тис.тонн магнетитових кварцитів з вмістом заліза магнетитового 24,5 %. Розробляється одне велике рудне тіло, що дає можливість мати відносно низьку собівартість видобутку.
- Рудник «Суха Балка»:
- Шахта «Ювілейна». Проектна потужність шахти 2,3 млн тонн багатої руди. Очисні роботи ведуться на гор. 860 м, 940 м і 1020 м. В 1997 році видобуто 2057 тис.тонн руди з вмістом заліза 56,4 %.
- Шахта імені Фрунзе. Проектна потужність шахти 1,7 млн тонн багатої руди. Розробляються рудникові залягання на горизонтах 835 м і 910 м. В 1997 році на шахті видобуто 1213,4 тис.тонн руди з вмістом заліза 57,1 %.
- Рудник імені Кірова представлений шахтами: № 1 ім. Артема, ім. Кірова, «Північна». Весь видобуток руди видається через похилий ствол шахти № 2 ім. Артема, обладнаний стрічковим конвеєром. Таких стволів на руднику побудовано два. Крім них, родовище ім. Кірова розкрите також рядом вертикальних стволів. Проектна потужність рудника з 1993 року становила 7600 тис. тонн руди. В 1997 році на руднику видобуто 2045,5 тис. тонн з вмістом заліза 53,77 %. Рудникові залягання розробляються на гор. 955, 1045 м. На січень 2009 року шахта № 2 ім. Артема повністю зруйнована, конвеєра зрізані. Видобуток йде лише скипами на шахті № 1 ім. Артема.

## Історія

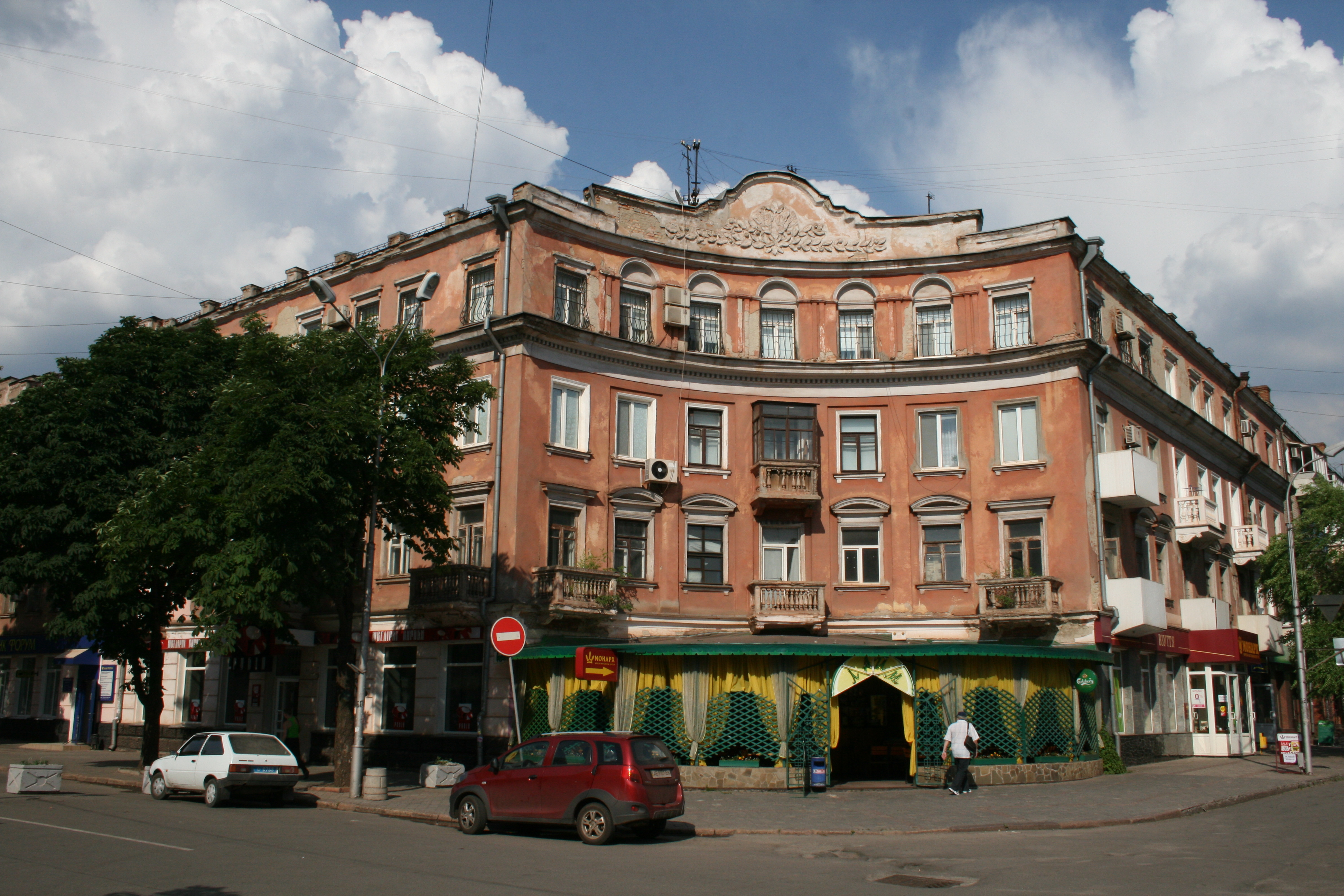
Будинок тресту «Дзержинськруда»

Розробка природно-багатих залізних руд Криворізького басейну розпочато в 80-90-х роках ХІХ сторіччя відкритим способом, а з початку ХХ сторіччя підземним способом. У повоєнні роки весь підземний видобуток руди в Кривбасі здійснювалася шахтами двох трестів: «Дзержинськруда» (південна частина басейну) і «Ленінруда» (північна частина басейну), а також рудоуправлінь імені С. М. Кірова та Першотравневого. У 1973 році трести були скасовані, а на їхній базі створено промислове об'єднання з підземного видобутку руд «Кривбасруда», до якого увійшли такі рудоуправління:
- Рудоуправління Інгулець,
- Рудоуправління ім. Ілліча,
- Рудоуправління ім. Дзержинського,
- Рудоуправління ім. Кірова,
- Рудоуправління ім. Карла Лібкнехта,
- Рудоуправління ім. Комінтерна,
- Рудоуправління ім. Фрунзе (Шахта імені Фрунзе),
- Рудоуправління ім. ХХ партз'їзду,
- Рудоуправління ім. Рози Люксембург,
- Рудоуправління ім. Леніна,
- Рудоуправління Першотравневе.

Обсяг виробництва товарної руди за 1973 склав 47589,5 т. т. У 1975 році промислове об'єднання «Кривбасруда» перетворено у виробниче об'єднання, до складу якого увійшли всі рудоуправління на правах виробничих одиниць. Виробництво товарної руди за 1975 склав 45320,3 т.т. У 1978 році рудник «Інгулець» був переданий до складу Інгулецького гірничо-збагачувального комбінату.
До 1984 року включало 10 рудоуправлінь (24 шахти), автобазу, управління залізничного транспорту, завод залізобетонних виробів і будівельних матеріалів тощо. Виробляли товарну залізну руду, щебінь, пісок, бетон, стінові матеріали, збірні залізобетонні конструкції і деталі.
1 січня 1988 на базі рудоуправлінь ім. Леніна, ім. Р. Люксембург, ім. ХХ партз'їзду та ім. Фрунзе, ім. Дзержинського, ім. Ілліча створені три виробничі одиниці: рудоуправління ім. Леніна, ім. ХХ партз'їзду, ім. Дзержинського.
З 1 жовтня 1989 рудоуправління ім. Кірова та ім. ХХ партз'їзду виділилися зі складу об'єднання в самостійні підприємства. Решта 5 рудоуправлінь були ліквідовані, а на їх базі були створені на правах структурних одиниць 10 шахт: «Першотравнева-1», «Першотравнева-2», ім. Леніна, ім. Орджонікідзе, «Гвардійська», «Жовтнева», «Родина», «Саксагань», «Гігант», ім. Валявко.
1 січня 1995 шахти «Першотравнева-1» і «Першотравнева-2» були об'єднані в шахту «Першотравнева». 1 серпня 1995 шахта «Саксагань» виділена в самостійне державне підприємство. Запаси багатих залізних руд на цій шахті були відпрацьовані, вона займалася видобутком гранітного щебеню. У квітні 1996 року шахта ім. Валявка була ліквідована у зв'язку з відпрацюванням запасів.
У 1996 році у складі об'єднання перебували шахти: «Першотравнева», ім. Леніна, «Гвардійська», ім. Орджонікідзе, «Жовтнева», «Родіна», «Гігант», з яких шахти «Першотравнева», ім. Орджонікідзе і «Гігант» займалися видобутком бідної залізорудної сировини — магнетитових кварцитів. Обсяг виробництва товарної руди за 1996 рік склав 4658,7 тис. Т.
У 1997 році на базі шахт «Гігант» і «Родіна» було створено шахтоуправління «Родина». У 1998 зі складу об'єднання виділені шахти «Гігант-дренажна» і «Першотравнева-дренажна» і на їх базі створено «Криворізьке державне гірничорудне управління гідрозахисту».
У липні 1998 року ВО «Кривбасруда» було перейменовано в ДП «Криворізький державний залізорудний комбінат». До складу «КЗРК» входили шахти: ім. Леніна, «Гвардійська», шахтоуправління «Жовтневе» та «Родіна», які добували товарну залізну руду, і шахта ім. Орджонікідзе — яка видобувала магнетитові кварцити. Виробництво товарної залізної руди за 1998 р склало 4244,6 тис. Т. З 01.01.1999 шахта ім. Орджонікідзе передана Центральному ГЗК. Шахта «Більшовик», що входила раніше до шахтоуправління «Жовтневе» спочатку була виведена з нього, а в 2002 об'єднана з шахтою «Жовтневою». На 2010-й копер шахти «Більшовик» зрізано на металобрухт.